# ريتشارد وايت (فلاح)
ريتشارد وايت (بالإنجليزية: Richard White)‏ هو فلاح نيوزيلندي، ولد في 11 يونيو 1925 في غيسبورن ‏ في نيوزيلندا، وتوفي بنفس المكان في 10 مارس 2012.

## وصلات خارجية
- ريتشارد وايت عل موقع إسبنسكروم (الإنجليزية)